# Сахалтуєв Адріан Раднович
Сахалтуєв Адріан Раднович (* 5 жовтня 1972, Київ) — український художник-мультиплікатор, продюсер, режисер.
Син художника-мультиплікатора Р. Сахалтуєва. 
Отримав медичну освіту. 
1990 р. поступив на курси художників-мультиплікаторів при студії «Укранімафільм», а в 1992 р. — на факультет режисури анімаційного кіно Київського державного інституту театрального мистецтва ім. І.Карпенка-Карого.
Працював аніматором на «Укранімафільмі», на кіностудії в Кракові (1995, Польща), в Нью-Йорку (1996, СІЛА). 
Створив фільми: «Чистка», «Я люблю», «Профіт — Київ», «Пролог», «Дуфа-лак», «Культурний герой», програму роликів, що демонструвались на кінофестивалі «Крок-97»; «А-БА-БА-ГА-ЛА-МА-ГА» (2001), «Ой» (2002), «Себастьян» (2013) та ін.
Режисер анімації у фільмі «Іван Сила» (2013).

## Громадська позиція
У 2018 підтримав звернення Європейської кіноакадемії на захист ув'язненого у Росії українського режисера Олега Сенцова.